# Helena Kuipers-Rietberg
Pour les articles homonymes, voir Kuipers et Rietberg (homonymie).
Helena Theodora Kuipers, née à Winterswijk en 1893 et est morte en déportation à Ravensbrück le 27 décembre 1944 est membre de la résistance néerlandaise et joue un rôle important durant la Seconde Guerre mondiale en étant l'une des principales activistes d'une organisation aidant à cacher des personnes des forces allemandes. Elle était surnommée « Tante Riek ». 

## Jeunesse
Fille de Hendrik Rietberg et Clara Christina Theodora Dulfer, meuniers, Helena est la quatrième enfant d'une famille réformée. Elle fréquente la Hogere burgerschool où elle rencontre Piet Kuipers (1892-1978), son mari. Après l'obtention de son diplôme, elle travaille avec sa famille. Le couple a deux fils et trois filles. Active dans sa communauté, elle fonde en 1932 l'association Gereformeerde Vrouwenbeweging pour les femmes réformées, et à partir de 1937 elle siège au conseil d'administration de la Bond van Gereformeerde Vrouwenvereenigigen in Nederland, une organisation qui réunit toutes les associations de femmes réformées du pays. Cela lui permet de se construire un réseau à l'échelle nationale, dont elle tirera des bénéfices durant l'occupation allemande. 

## Résistance
Après l'occupation allemande du pays, la famille rejoint la résistance hollandaise. Helena accueille d'abord des onderduikers juifs, c'est-à-dire des personnes entrées dans la clandestinité pour éviter la déportation. Son mari permet l'évasion de prisonniers de guerre. Après le début des bombardements alliés sur l'Allemagne en mars 1943, elle cache également des membres des escadrons abattus au dessus de l'Achterhoek, avant qu'ils ne repartent en Angleterre. Les fonds nécessaires à ces activités provenaient de ressources illégales, réunies sous le nom de Nationaal Steun Fonds, dont elle était responsable pour toute la région. 
En novembre 1942, elle rentre en contact avec Frits Slomp (de), ministre réformé, avec qui elle mettra en place un réseau national d'organisations venant en aide aux résistants dans tout le pays (Landelijke Organisatie voor Hulp aan Onderduikers, Landelijke Knokploegen,). Sur les 350 000 personnes qui se sont cachés de l'occupant, plus de deux tiers ont été aidés par ce réseau. 
Le 24 mai 1944, son mari est averti d'une arrestation imminente, à laquelle ils échappent début juillet. Le couple se cache alors à Bennekom chez un fabricant de tabac. Le 19 août 1944, ils sont trahis par Miep Oranje et arrêtés par la Sicherheitsdienst.

## Détention

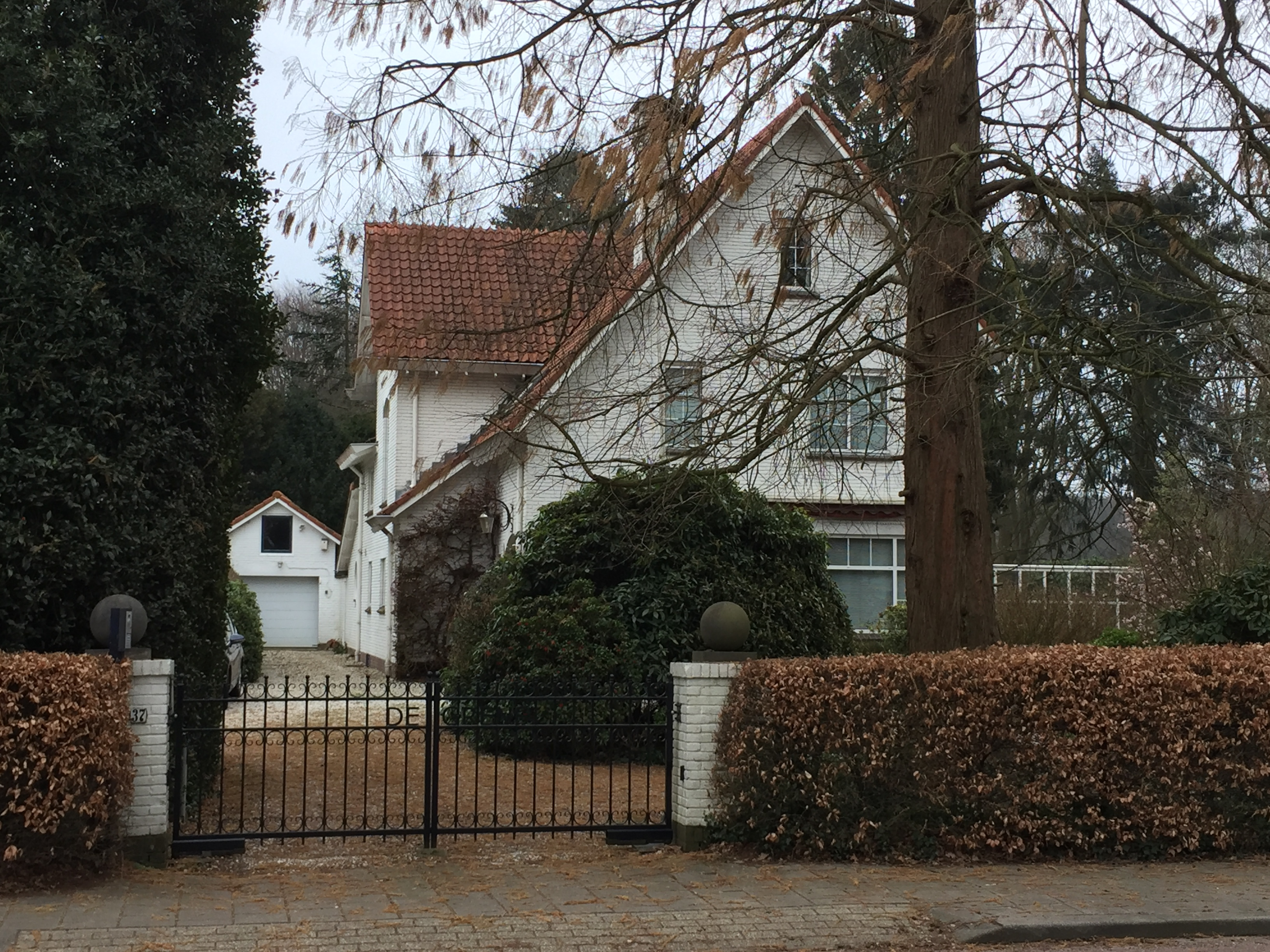
Photographie du 37 Bovenweg à Bennekom où le couple est arrêté le 19 août 1944.

Emprisonné à la prison de Koepelgevangenis à Arhnhem, le couple convient qu'Helena assumera la responsabilité de leurs actes, pensant qu'une femme serait moins punie qu'un homme. Alors que son mari est libéré et rentre dans la clandestinité, elle est transférée au camp de concentration de Bois-le-Duc le 25 août 1944. Le camp est rapidement évacué à la suite des avancées des forces alliées aux Pays-Bas (voir le Mardi fou qui aura lieu le 5 septembre de la même année) et Helena est transférée à Ravensbrück le 7 septembre 1944. N'étant pas qualifiée pour le travail forcé, elle tricote et est chargée de distribuer de la nourriture aux femmes travaillant à l'usine Siemens. Elle prend soin de Minnie Jolink, une de ses amies résistantes, durant ses dernières heures puis tombe malade à la fin du mois d'octobre 1944. Elle meurt le 27 décembre de la même année, soit de la typhoïde soit d'une infection respiratoire. 

## Enfants
Les enfants du couple Kuipers-Rietberg sont recuillis en juillet 1944 par des voisins. La plus jeune fille, Heleen Stevenson-Kuipers, raconte les événements qui ont suivi dans une interview à Tubantia (en) en 2020. Elle vit avec son frère Eddy à Bussum chez son oncle, puis avec une autre famille. À la fin de la guerre, les enfants mettent du temps à apprendre la mort de leur mère à Ravensbrück, et entrent en contact avec des femmes du camp qui leur mentionne à quel point leur mère les avaient réconfortées et soutenues. Après la guerre, son père se remarie et a trois autres enfants. 

## Héritage

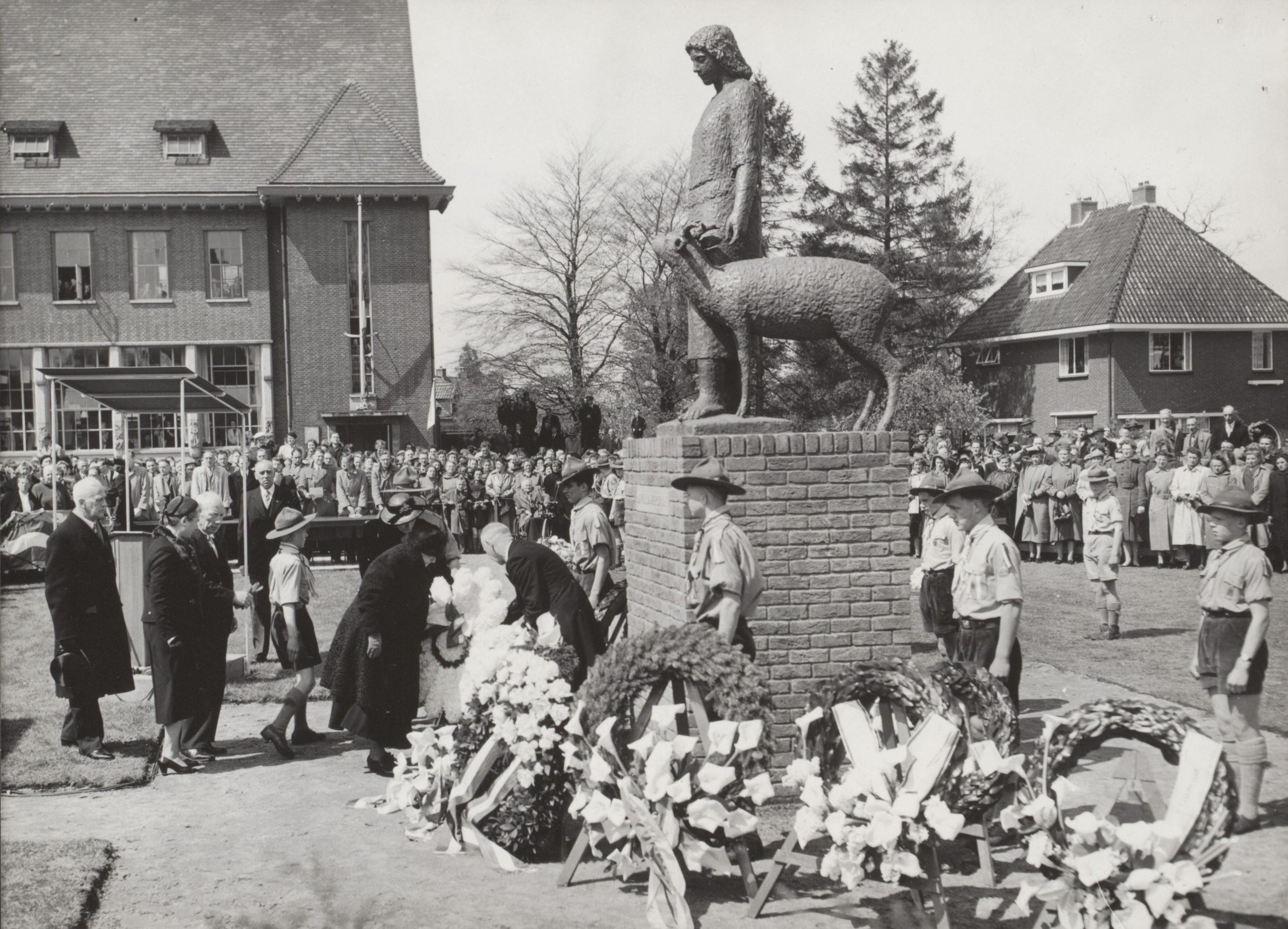
La Princesse Wilhelmina le 4 mai 1955, au monument de Kuipers-Rietberg à Winterswijk. Statue de Gerrit Bolhuis.

Wilhelmine des Pays-Bas inaugure le 4 mai 1955 à Winterswijk un monument en l'honneur d'Helena Kuipers-Rieberg. Une place porte son nom et abrite une statue représentant une jeune femme protégeant un jeune cerf, symbole des personnes persécutées pendant la guerre. 
À proximité de son ancienne maison sur Willinkstraat a été installée une plaque commémorative. 
Son portrait était même accrochée dans le bureau de la reine Wilhelmine au palais Het Loo. 
Une rue de Gouda porte son nom. 
En 2017, elle apparaît dans un épisode de l'émission télévisée Het was oorlog, diffusée par Omroep MAX. 